# 拉塞尔·霍斯比
拉塞尔·霍斯比（英語：Russell Hornsby，1974年5月15日—）是一位美国演员。他曾出演《法律与秩序》、《实习医生格蕾》等电视剧，目前在美国全国广播公司播出的电视剧《格林》中担任主要角色。